# 줄속
줄속(-屬, 학명: Zizania 지자니아[*])은 벼과의 속이다. 4종으로 이루어진 작은 속이며, 그 중 줄은 한국을 비롯한 동아시아에, 나머지 3종은 미국을 비롯한 북아메리카에 분포한다. 줄과 텍사스줄은 여러해살이이며 서던줄과 노던줄은 한해살이이다.

## 하위 종
- 노던줄(Z. palustris L.)
- 서던줄(Z. aquatica  L.)
  - Z. aquatica var. interior Fassett)
- 줄(Z. latifolia (Griseb.) Turcz. ex Stapf)
- 텍사스줄(Z. texana Hitchc.)